# Anna zur Steinhorst
Anna zur Steinhorst (* in Füchtorf; † 2. März 1619 in Münster) wurde in den Hexenprozessen in Münster der Hexerei beschuldigt und verurteilt. Sie ist eine von nachweislich fünf Frauen, die in Münster wegen Hexerei zum Tode verurteilt wurden.

## Leben
Zum Zeitpunkt des Prozesses war Anna zur Steinhorst eine alleinstehende Frau im Alter von mehr als 60 Jahren, die bereits 40 Jahre in Münster lebte. Sie stand mit zwei unehelichen Kindern und einer Anstellung als Dienstmädchen sowie gelegentlichem Betteln am Rande der Gesellschaft.

## Hexenprozesse in Münster
Im Vergleich zu anderen deutschen Regionen gab es in Münster relativ wenige Hexenprozesse. Dies erklärt man sich unter anderem mit dem gefestigten konservativ-katholischen Glauben der Münsteranerinnen und Münsteraner, die die neuen kirchlichen Lehren wie Hexenlehre nur nach und nach akzeptierten. Und ein weiterer Faktor mag auch das Ausbleiben größerer Katastrophen sein, die ansonsten aufgrund der Sündenbocktheorie Anklagen wegen Hexerei erklären könnten. Krankheitswellen, Schlechtwetterperioden, Kälte oder Hunger wurden in Zusammenhang mit Anklagen von mutmaßlichen Hexen gebracht. In der Zeit des Dreißigjährigen Krieges blieb Münster und seine Bevölkerung im Vergleich relativ unbeschadet. Die spätere Häufung an Hexenprozessen fällt hingegen in einen Zeitraum von Lebensmittelteuerungen. Selbst in der Hochzeit der Hexenprozesse kam Münster auf durchschnittlich zwei Hexenprozesse im Jahr, wobei nie Serienprozesse gegen mehrere Frauen stattfanden, die sich in Verhören nach und nach untereinander beschuldigten. Im Unterschied zu anderen Städten fanden die Verhandlungen in Münster unter Ausschluss der Öffentlichkeit statt, was die Stimmung in der Bevölkerung möglicherweise beschwichtigend beeinflusste.
Zwischen 1552 und 1644 wurde in Münster in 29 Verfahren gegen 40 der Zauberei verdächtigten Personen ermittelt. Die meisten Angeklagten, die nicht überführt werden konnten, wurden der Stadt verwiesen. In Münster sind 18 Stadtverweisungen als Verurteilung nach einem Hexenprozess protokolliert. Somit war dies die häufigste Konsequenz einer Anklage wegen Hexerei in Münster. Die Mehrheit der Angeklagten waren Frauen und 12 Personen wurden im Rahmen der Befragung gefoltert. Der Großteil der Prozesse fand zwischen den Jahren 1627 und 1635 statt. Die Münsteraner Hexenprozesse resultierten nachweislich in fünf Todesurteilen und vier Toden während der Folterverhöre. Die fünf Frauen, die als verurteilte Hexen starben waren: Meyersche tho Bruninck (Vorname unbekannt), Molnersche (Vorname unbekannt), Anna zur Steinhorst, Elsa Buddenboems und Greta Bünichmann.

## Hexenprozess gegen Anna zur Steinhorst

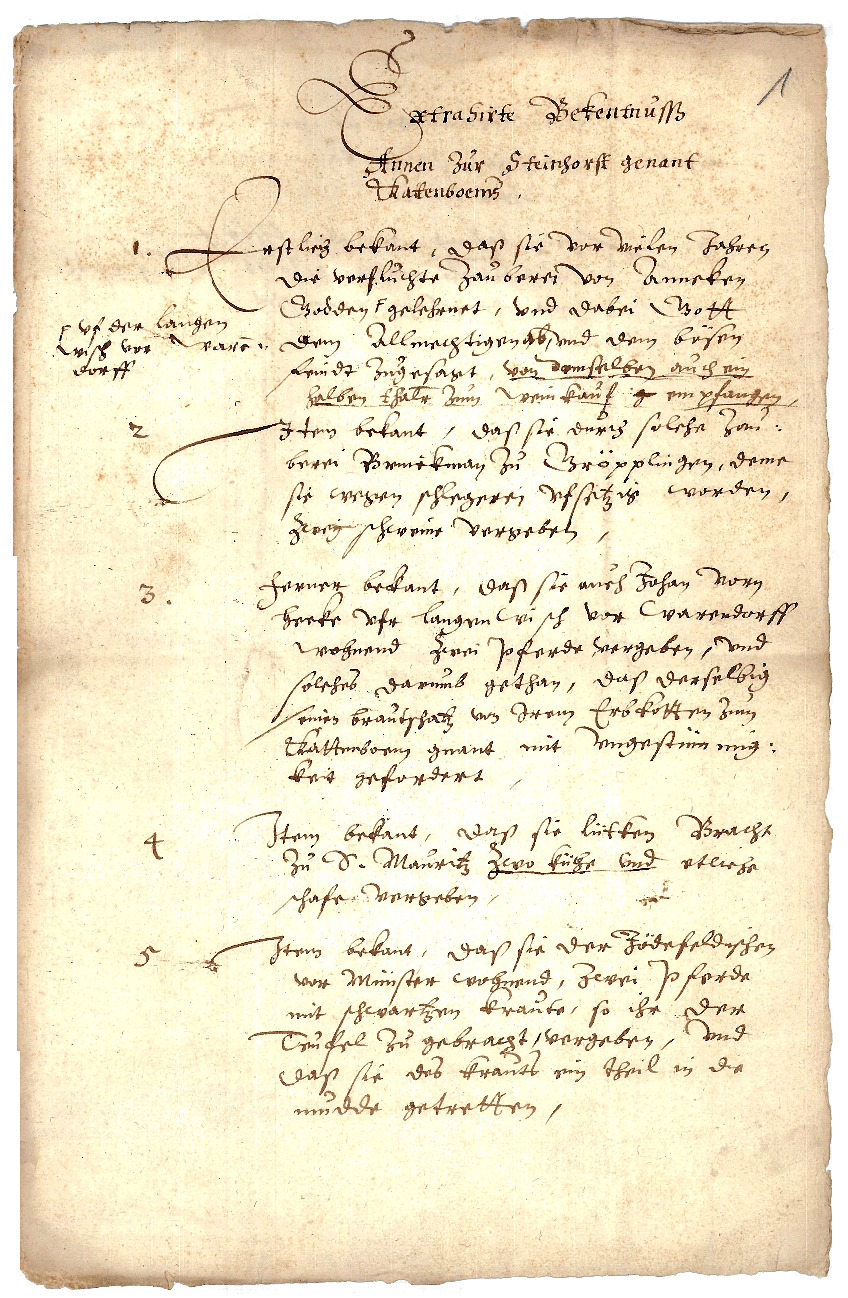
Erste Seite des Bekenntnisses der Anna zur Steinhorst

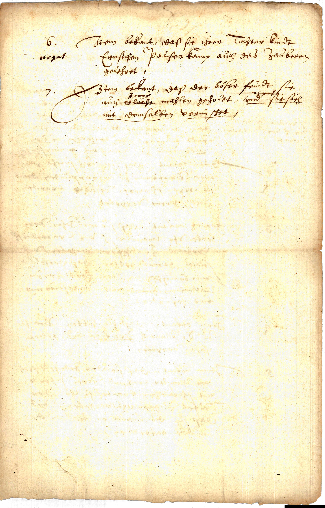
Zweite Seite des Bekenntnisses der Anna zur Steinhorst

Anna zur Steinhorst wurde am 16. November 1618 von zwei Nachbarn beschuldigt, ihrem Enkel Ernst Palserkamp das Zaubern beigebracht zu haben. Unter den Anklägern befand sich die Stiefmutter von Ernst Palserkamp, die laut späteren Protokollen ein schlechtes Verhältnis zu Anna zur Steinhorst hatte. Nach Vernehmungen wurde Anna zur Steinhorst durch Ratsbeschluss der Stadt verwiesen und Ernst Palserkamp in die Obhut eines Jesuiten-Paters gegeben. Im Januar 1619 wurde sie bei dem Versuch durch den Stadtgraben zurück nach Münster zu gelangen entdeckt und verhaftet.
In ihrer Abwesenheit hatte ihr neunjähriger Enkel Ernst Erzählungen zur beigebrachten Zauberei durch die Großmutter weiter ausgeschmückt. Ebenso waren „verdächtige“ Töpfe bei der Beschuldigten gefunden worden. Anna zur Steinhorsts Beteuerungen, sie würde die Töpfe für Butter und Öl verwenden und ihr Enkel Geschichten erfinden, wurden nicht geglaubt.
Nach ihrer Festnahme wurden ehemalige Nachbarn und Arbeitgeber verhört. Durch die von ihnen geschilderten Beobachtungen, die zum Beispiel Wetterumschwünge, schlechte Ernten oder auch tote Tiere in Zusammenhang mit der Anwesenheit Anna zur Steinhorsts brachten, wurde vom Rat ein Verhör unter Folter angeordnet.
Während der Folter gestand die Angeklagte, die Hexenkunst vor Jahren von einer anderen Frau erlernt zu haben. Ebenso hätte sie mit schwarzem Kraut, das sie vom Teufel erhalten habe, Tiere und sogar zwei Menschen in Telgte vergiftet. Ferner hätte sie ihrem Enkel das Zaubern gelehrt und an Hexentänzen teilgenommen.
Nach der Folter widerrief Anna zur Steinhorst ihr Geständnis. Wegen der angeblich gestandenen Morde ordnete der Rat weitere Nachforschungen und erneute Folter an. Hierbei wurde das Geständnis um Taten und Namen ergänzt. Die Nachforschungen in Telgte und Warendorf, die aus den widersprüchlichen Angaben resultierten, blieben ergebnislos. Neue Zeugen meldeten, Anna zur Steinhorst beim Betteln gesehen zu haben und dass weitere Tiertode ihr zuzuschreiben seien.
Am 1. März 1619 ließ sich der Rat ein aufgelistetes Bekenntnis von Anna zur Steinhorst bestätigen. Sie bekannte sich in fast allen Punkten schuldig und wurde tags darauf zum Tode verurteilt. Vor dem Verbrennen auf dem Scheiterhaufen wurde Anna zur Steinhorst erhängt.
Ihre beiden Schwestern wurden nachfolgend der Stadt verwiesen. Eineinhalb Jahre später wurde auch ihr Enkel Ernst der Stadt verwiesen. 1627 wurde Anna zur Steinhorsts Nichte Elsa Buddenboems ebenfalls der Hexerei schuldig gesprochen und in Münster hingerichtet. Das Protokoll befindet sich in den Gerichtsakten des Ratsarchivs im Stadtarchiv Münster.

## Gedenken
Kim de l’Horizon veröffentlichte im Rahmen des 2024 unter dem Titel „Nenn mich Hexe!“ stattfindendem Droste-Festivals ein Gedicht in Gedenken an Anna zur Steinhorst. Während des Festivals von Burg Hülshoff – Center for Literature wurden die historischen, politischen und gesellschaftlichen Aspekte der Figur Hexe beleuchtet.
Das Gedicht richtet sich an die als Hexe verurteilte Münsteranerin und kritisiert, dass über sie oder ihr Leben wenig bekannt ist außer die fragwürdigen Angaben im überlieferten Bekenntnis (vgl. Vers 4: „Weil du gelebt hast, um zu leben, aber getötet wurdest, um als Antwort weiterzusterben“).